# Pilot Corporation

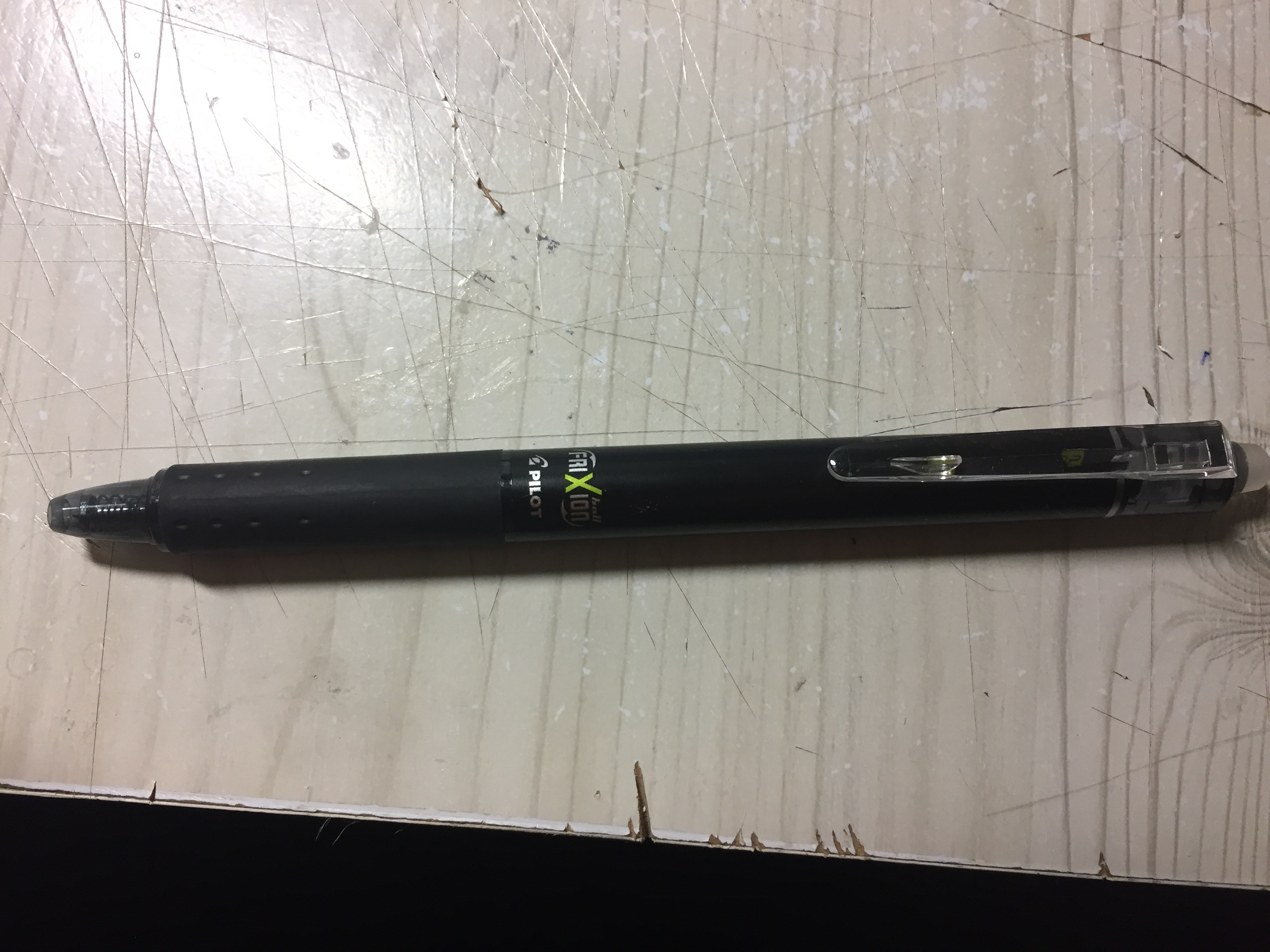
Pilot ball pens

Pilot Corporation (株式会社パイロットコーポレーション, Kabushiki Kaisha Pairotto Kōporēshon, tyo 7846) és una empresa productora de bolígrafs amb seu a Tòquio (Japó). Produeix articles de papereria i d'escriptura, i joieria, però és coneguda sobretot pels seus bolígrafs. És el tercer fabricant de bolígrafs més important dels Estats Units i el primer al Japó. Té un bon nombre de filials a molts països del món, com el Regne Unit, Malàisia, el Brasil, l'Àfrica del Sud, Alemanya i França. Ryosuke Namiki fundà l'empresa l'any 1918 i des de llavors ha estat capdavantera a la indústria dels bolígrafs.

## Història
El 1915, Ryōsuke Namiki (並木良輔), professor del Col·legi Nàutic de Tòquio al Japó, va deixar la seva feina per fundar una petita fàbrica a prop de Tòquio per produir puntes de ploma d'or. El 1916, Namiki va ampliar la seva línia de productes i es va convertir en un fabricant de ple dret d'instruments d'escriptura.
La Pilot Pen Corporation va ser fundada per Ryosuke Namiki amb Masao Wada (和田正雄) el 1918 amb el nom de Namiki Manufacturing Company.
El 1926 va establir oficines a l'estranger a Malàisia, Singapur, Boston, Londres i Xangai. El 1938 el nom de l'empresa va canviar a Pilot Pen Co., Ltd. El 1950 va ser rebatejada de nou com a Pilot Ink Company, Ltd. El 1954 es va obrir una sucursal al Brasil. Del 1972 al 1999 es van formar diverses subempreses per cobrir les diverses branques, i el nom col·lectiu d'aquestes és Pilot Corporation. Més recentment, Pilot va iniciar la gamma de bolígrafs i llapis BeGreen, que estan compostos principalment de contingut reciclat.
El 1995 i el 1996, van competir amb un Ferrari F40 LM a les 24 Hores de Le Mans. L'equip de curses que va participar amb l'F40 LM es deia inicialment Pilot-Aldix Racing, però aviat va passar a anomenar-se Pilot Pen Racing i Pilot Racing. Va guanyar les 4 Hores d'Anderstorp i va acabar 12è a Le Mans.
El projecte va ser iniciat per Ryosuke, el qual va desenvolupar un primer prototip d'estilogràfica, impulsat pel desig de millorar les de l'època. Després, amb el suport de Masao Wada, company de treball d'aquest, van començar a elaborar i vendre plomes estilogràfiques en 1918. La companyia va comptabilitzar 200.000 iens de capital i va rebre el nom de The Namiki Manufacturing Company. En 1938, canvià The Pilot Pen Co., Ltd. i en 1989, finalment canvià a Pilot Corporation com a nom definitiu.
Pilot va crear la joguina de dibuix Aquadoodle per a nens amb tinta hidrocròmica que desapareix. Aquadoodle es va comercialitzar a través d'una col·laboració amb Spin Master a partir del 2003 i va guanyar el premi a la Joguina Americana de l'Any.
El 2018, Pilot va celebrar el centenari de l'empresa amb diverses pàgines especials al seu lloc web i bolígrafs d'edició especial.
El 2023, Pilot va posar fi a la seva col·laboració de quaranta anys amb l'empresa índia de papereria Luxor Writing Instruments i té previst entrar al mercat indi de manera individual.